# Poggea kamerunensis
Espèce
Poggea kamerunensis Gilg est une espèce de plantes à fleurs de la famille des Achariaceae ou des Flacourtiaceae, selon la classification phylogénétique. 
C'est une plante herbacée qui se développe dans les savanes d'Afrique centrale et plus particulièrement au Cameroun.